# Выгорь (Дорогобужский район)
Выгорь — деревня в Дорогобужском районе Смоленской области России. Входит в состав Кузинского сельского поселения.
Население — 50 жителей (2007).
Расположена в центральной части области в 14 км к юго-западу от Дорогобужа, в 11 км западнее автодороги Р137 Сафоново—Рославль, на берегу реки Ужа. В 28 км южнее от деревни находится железнодорожная станция Нежода на линии Смоленск-Сухиничи.

## История
В годы Великой Отечественной войны деревня была оккупирована гитлеровскими войсками в октябре 1941 года, освобождена в сентябре 1943 года.